# رؤوف الجادرجي
رؤوف رفعت الجادرجي  هو حقوقي وسياسي عراقي وابن رفعت أفندي الجادرجي من الشخصيات البارزة في العهد العثماني والأخ غير الشقيق لكامل الجادرجي، شغل منصب وزير المالية في الوزارة السعدونية الثانية ووزير العدلية في الوزارة العسكرية الثانية.
شغل منصب رئيس كلية الحقوق العراقية، وكان أستاذا في اختصاص حقوق الدول العامة.
من آثاره:
- التاريخ السياسي
- حقوق الأمم
- حقوق الإدارة